# Пайн-Рівер (Міннесота)
Пайн-Рівер (англ. Pine River) — місто (англ. city) в США, в окрузі Кесс штату Міннесота. Населення — 911 особа (2020).

## Географія
Пайн-Рівер розташований за координатами 46°43′24″ пн. ш. 94°23′48″ зх. д. / 46.72333° пн. ш. 94.39667° зх. д. (46.723289, -94.396599).  За даними Бюро перепису населення США в 2010 році місто мало площу 3,11 км², з яких 3,01 км² — суходіл та 0,10 км² — водойми.

## Демографія
Згідно з переписом 2010 року, у місті мешкали 944 особи в 417 домогосподарствах у складі 199 родин. Густота населення становила 304 особи/км².  Було 457 помешкань (147/км²).
Расовий склад населення:
| - 96,5 % — білих - 1,2 % — корінних американців - 0,4 % — азіатів - 0,1 % — чорних або афроамериканців |

До двох чи більше рас належало 1,7 %. Частка іспаномовних становила 1,5 % від усіх жителів.
За віковим діапазоном населення розподілялося таким чином: 23,9 % — особи молодші 18 років, 48,8 % — особи у віці 18—64 років, 27,3 % — особи у віці 65 років та старші. Медіана віку мешканця становила 43,7 року. На 100 осіб жіночої статі у місті припадало 78,8 чоловіків;  на 100 жінок у віці від 18 років та старших — 71,0 чоловіків також старших 18 років.
Середній дохід на одне домашнє господарство  становив 35 796 доларів США (медіана — 25 329), а середній дохід на одну сім'ю — 43 433 долари (медіана — 34 000). Медіана доходів становила 25 268 доларів для чоловіків та 25 000 доларів для жінок. За межею бідності перебувало 32,5 % осіб, у тому числі 58,1 % дітей у віці до 18 років та 19,2 % осіб у віці 65 років та старших.
Цивільне працевлаштоване населення становило 299 осіб. Основні галузі зайнятості: освіта, охорона здоров'я та соціальна допомога — 25,8 %, мистецтво, розваги та відпочинок — 19,7 %, роздрібна торгівля — 9,0 %, виробництво — 7,7 %.